# Карташов Микола Валентинович
Микола Валентинович Карташов (18.10.1952, Очаків, Миколаївська область, УРСР, СРСР — 01.01.2018, Київ, Україна) — видатний український, радянський і порадянський математик, вчений і викладач вищої школи, доктор фіз-мат наук, професор, автор наукових праць з теорії ймовірностей і математичної статистики. Багато років спілкувався і співпрацював з багатьма видатними українськими, радянськими і порадянськими математиками в тому числі М. Й. Ядренком, В. А. Вишенським, В. І. Михайловським та багатьма іншими.

## Життєпис
Народився у місті Очаків Миколаївської області Українського господарства (УРСР) у складі Радянського союзного господарства (СРСР) у родині військового.
Вступив, навчався і у 1975 році закінчив одну з кращих шкіл Київської і Української Академії - механіко-математичний факультет Київського Університету (1975), де згодом працюватиме практично все своє подальше життя, у 1978—2018 рр., тобто 40 років.
З 1989 займає посаду професора кафедри теорії ймовірностей і математичної статистики Київського Університету.
У 1992—2000 рр. — провідний науковий співробітник Наукового центру радіаційної медицини АМНУ (Київ).

## Сфери наукових досліджень і інтересів
- Теорія стійкості та ергодичності стохастичних процесів марковського типу;
- Неоднорідні збурення процесів Маркова й неоднорідні моделі теорії ризику;

## Праці
- Асимптотические представления в эргодической теореме для общих цепей Маркова и их приложения // Теория вероятностей и матем. статистика. 1985. Вып. 32; Strong Stable Markov Chains. Utrecht; Tokyo; К., 1996;
- Про ймовірності розорення для процесу ризику з обмеженими резервами // Теорія ймовірностей та матем. статистика. 1999. Вип. 60;
- Загальне неоднорідне за часом обмежене збурення сильно неперервної напівгрупи // УМЖ. 2005. Т. 57, вип. 12;
- Неоднорідне збурення рівняння відновлення та теорема Крамера–Лундберга для процесу ризику зі змінними інтенсивностями премій // Теорія ймовірностей та матем. статистика. 2008. Вип. 78;
- Сборник задач киевских математических олимпиад 1935—1983 Владимир Андреевич Вышенский, Николай Валентинович Карташов, Вилен Ильич Михайловский, Михаил Иосифович Ядренко. Киев, Вища школа, 1984. 240 с.[2]